# Facundo Bonvín
Pablo Facundo Bonvín (Concepción del Uruguay, Provincia de Entre Ríos, Argentina, 15 de abril de 1981) es un exfutbolista argentino. Jugaba como mediocampista y se retiró en el club Gimnasia y Esgrima de Concepción del Uruguay.
A mediados de 2009 llegó al Boyacá Chicó en el Fútbol Profesional Colombiano como refuerzo. En el mes de noviembre sale del equipo.
Entre enero de 2023 y agosto de 2024 se desempeñó como director técnico del Club Atlético Villa Elisa de Villa Elisa, Entre Ríos, Argentina.

## Clubes
| Club                   | País       | Año       |
| ---------------------- | ---------- | --------- |
| Boca Juniors           | Argentina  | 2000      |
| Newcastle United       | Inglaterra | 2000-2001 |
| Sheffield Wednesday    | Inglaterra | 2001-2002 |
| Boca Juniors           | Argentina  | 2002      |
| Racing Club            | Argentina  | 2003      |
| Argentinos Juniors     | Argentina  | 2003-2004 |
| Quilmes                | Argentina  | 2004-2005 |
| Dorados de Sinaloa     | México     | 2005      |
| San Martín de Mendoza  | Argentina  | 2006      |
| Argentinos Juniors     | Argentina  | 2006-2007 |
| Club Atlético Platense | Argentina  | 2007      |
| Universidad Católica   | Ecuador    | 2008      |
| Boyacá Chicó           | Colombia   | 2009      |